# Rayo Alto
Rayo Alto är en ort i Mexiko.   Den ligger i kommunen Malinaltepec och delstaten Guerrero, i den sydöstra delen av landet, 260 km söder om huvudstaden Mexico City. Rayo Alto ligger 1 286 meter över havet och antalet invånare är 103.
Terrängen runt Rayo Alto är kuperad åt nordväst, men åt sydost är den bergig. Terrängen runt Rayo Alto sluttar västerut. Runt Rayo Alto är det ganska glesbefolkat, med 42 invånare per kvadratkilometer. Närmaste större samhälle är Malinaltepec, 19,6 km nordost om Rayo Alto. I omgivningarna runt Rayo Alto växer huvudsakligen savannskog.